# Los Barrones
Los Barrones är en ort i Mexiko.   Den ligger i kommunen San Miguel de Allende och delstaten Guanajuato, i den centrala delen av landet, 250 km nordväst om huvudstaden Mexico City. Los Barrones ligger 1 870 meter över havet och antalet invånare är 271.
Terrängen runt Los Barrones är platt söderut, men norrut är den kuperad. Los Barrones ligger nere i en dal som går i nord-sydlig riktning. Runt Los Barrones är det ganska tätbefolkat, med 96 invånare per kvadratkilometer. Närmaste större samhälle är San Miguel de Allende, 15,5 km sydost om Los Barrones. Trakten runt Los Barrones består i huvudsak av gräsmarker.